# Череп и кости
«Че́реп и ко́сти» (англ. Skull & Bones) — старейшее тайное общество студентов Йельского университета.

## Общая информация
Считается, что членами общества становятся только представители высшей элиты, выходцы из самых богатых и влиятельных семей США. Они занимали и занимают важнейшие посты: в политике; в СМИ; в финансовой, научной и образовательной сферах. Так, среди патриархов тайной ложи, её основателей, значились Расселы, Тафты и Гилманы; впоследствии в состав общества входили Банди, Лорды, Рокфеллеры, Уитни, Фелпсы, Буши и др.
Согласно сложившейся традиции, после того, как члены общества «Череп и кости» покидали изолированную среду кампуса Йельского университета и занимали важные посты в правительстве и иных общественных структурах, они продолжали поддерживать связь друг с другом на протяжении всей жизни.

## История общества
В 1832/33 учебном году секретарь Йельского университета Уильям Рассел совместно с Альфонсо Тафтом и другими единомышленниками организовали новое тайное братство. По одной из версий, он привез эту идею из Германии, где учился в течение некоторого времени; соответственно и новое общество создавалось по немецкому образцу.
Тайное братство Рассела первоначально называлось «Клубом Евлогии» (Eulogian Club), в честь греческой богини красноречия. Затем основатели общества в качестве символа своей тайной организации приняли символ смерти и переименовали клуб в «Череп и кости». В 1856 году Уильям Рассел официально зарегистрировал братство под именем Russell Trust Association.
В качестве герба общества был принят символ death head — изображение черепа и двух находящихся под ним скрещённых костей. Под эмблемой изображено число 322. Существует несколько версий о его значении. Многие исследователи полагают, что таким образом зашифрована дата основания клуба — 1832, а последняя двойка символизирует то, что это братство было основано как филиал немецкого общества. Некоторые же члены «Костей» утверждают, что число означает, прежде всего, дату смерти Демосфена (322 год до н. э.), который основал в своё время греческое патриотическое общество, послужившее прототипом «Черепа и костей». Ряд исследователей считают внутренним кругом этой организации общество Туле.
Первая когорта адептов «Черепа и костей» появилась в 1833 году. Членами этого тайного общества могли быть только выходцы из американской аристократии англосаксонского происхождения и протестантского вероисповедания (WASP). Эти люди являлись признанной элитой общества и на собраниях именовали себя «центром Вселенной» — «рыцарями», а всех остальных, непосвящённых, — варварами. Изначально принятие в общество евреев, женщин и чернокожих было запрещено. Однако в XX веке правила приёма стали более демократичными, и цвет кожи перестал играть значимую роль. В 1991 году ушёл в прошлое гендерный барьер и членом ордена впервые стала женщина.

## Ритуалистика общества
О том, как проходят заседания общества и инициация новых членов, ничего не известно. Существует несколько слухов, например о том, что члены общества проходят на выпускном курсе университета через исповедальные ритуалы, или что претенденты на членство должны совершить некий проступок «во имя братства». В 2000—2001 годах американский журналист Рон Розенбаум и его помощники смогли записать с помощью скрытой инфракрасной камеры весь ритуал инициации. Оказалось, что процедура ничем не отличается от других подобных инфантильных обрядов. В процессе инициации новички должны были поцеловать череп, в то время как члены общества выкрикивали различные непристойности.

## Члены общества (год принятия)

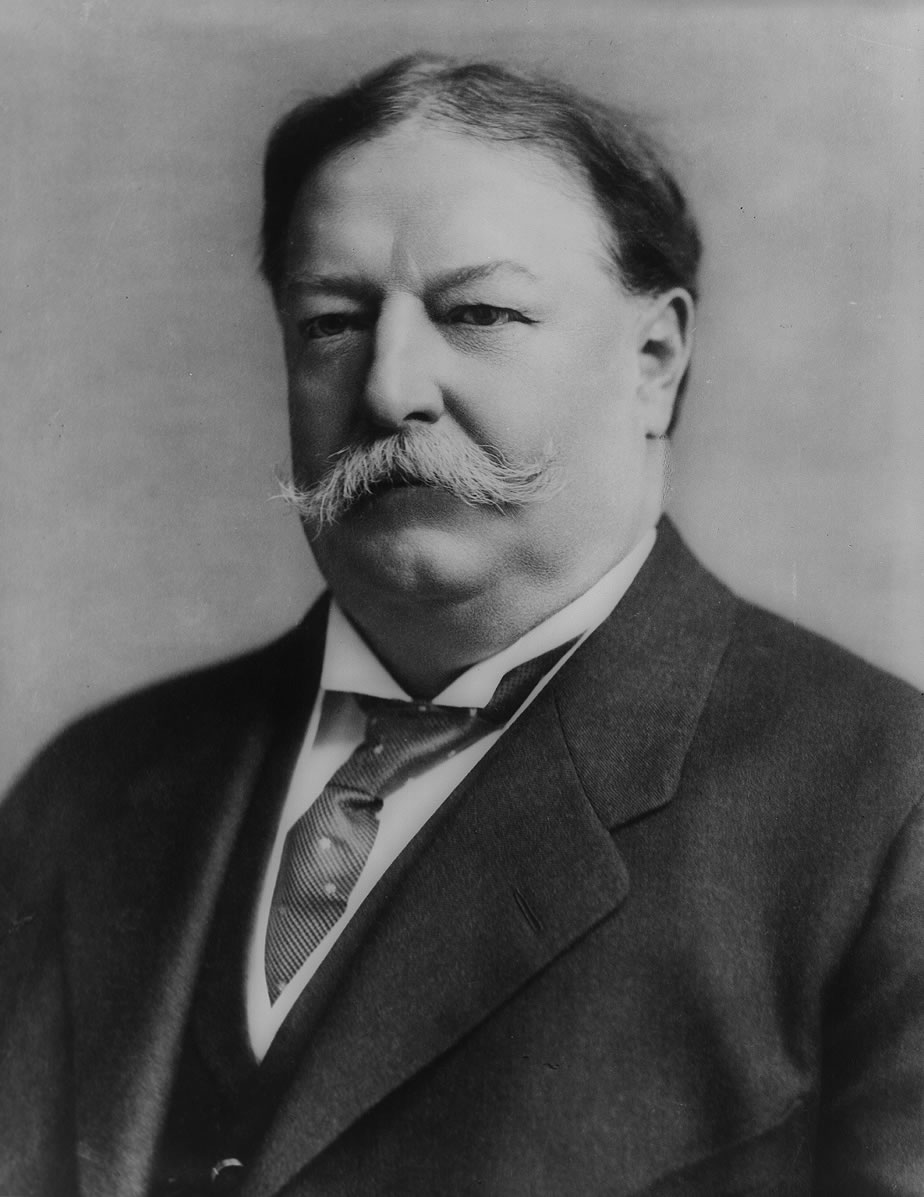
Уильям Тафт

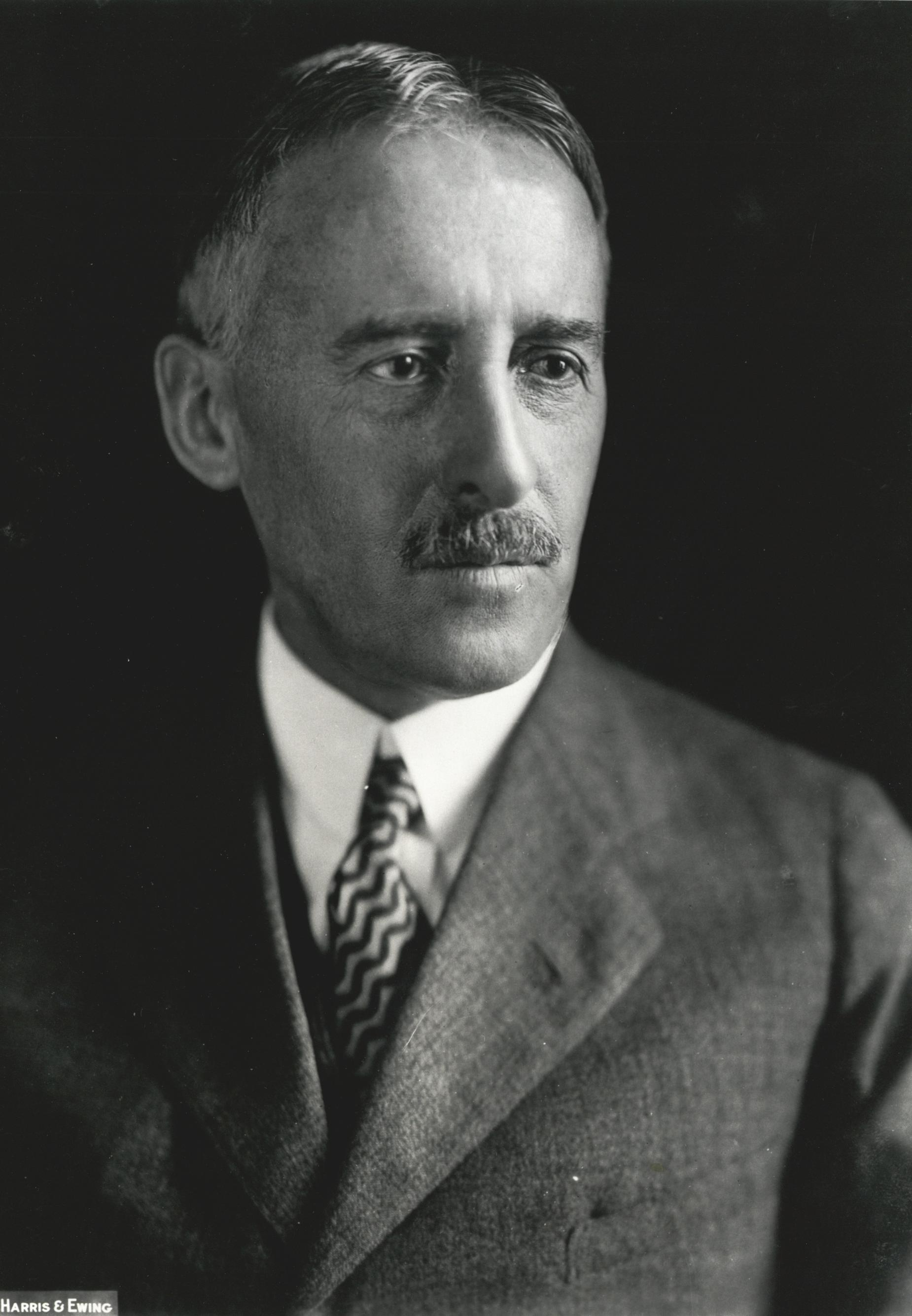
Генри Стимсон

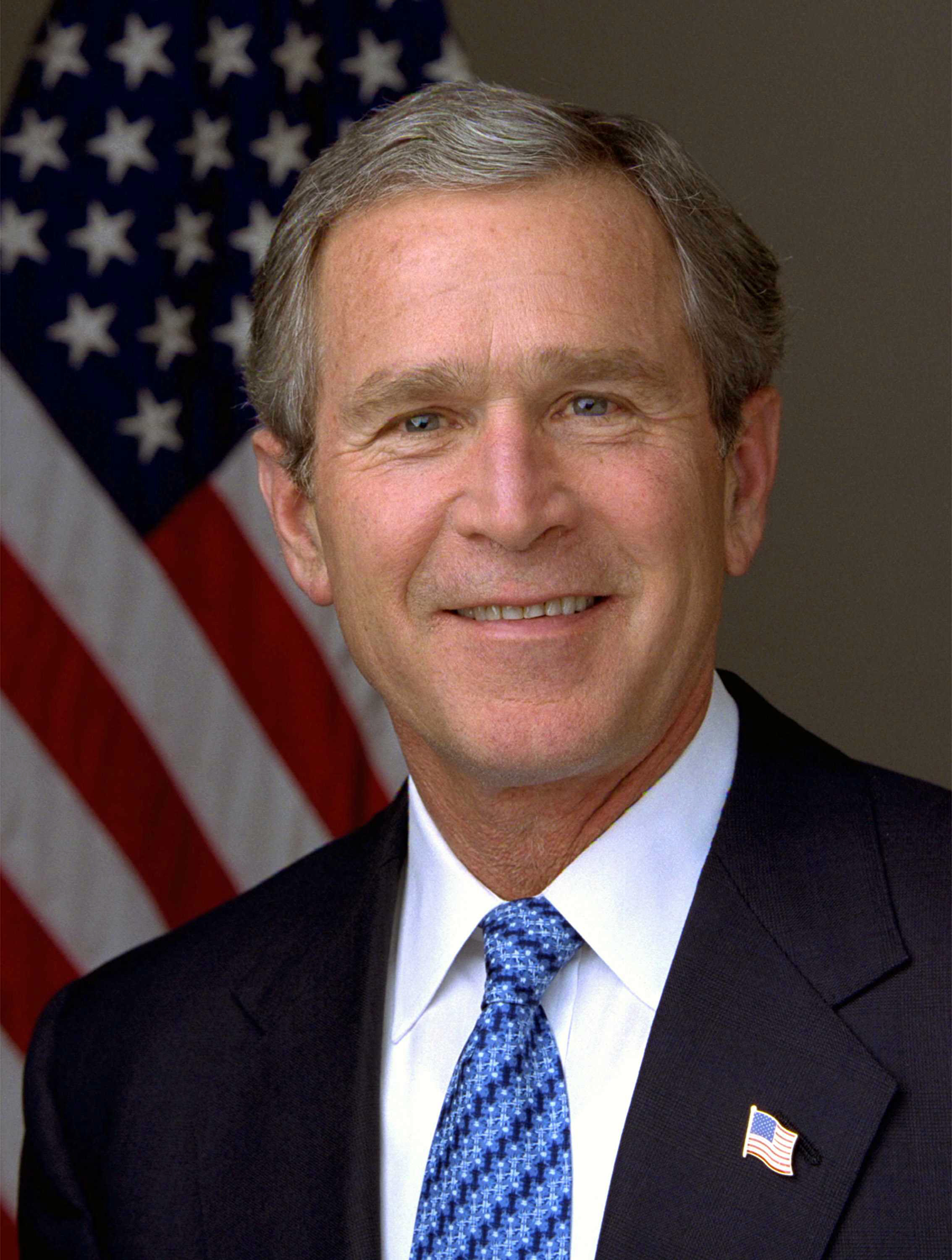
Джордж Буш — младший

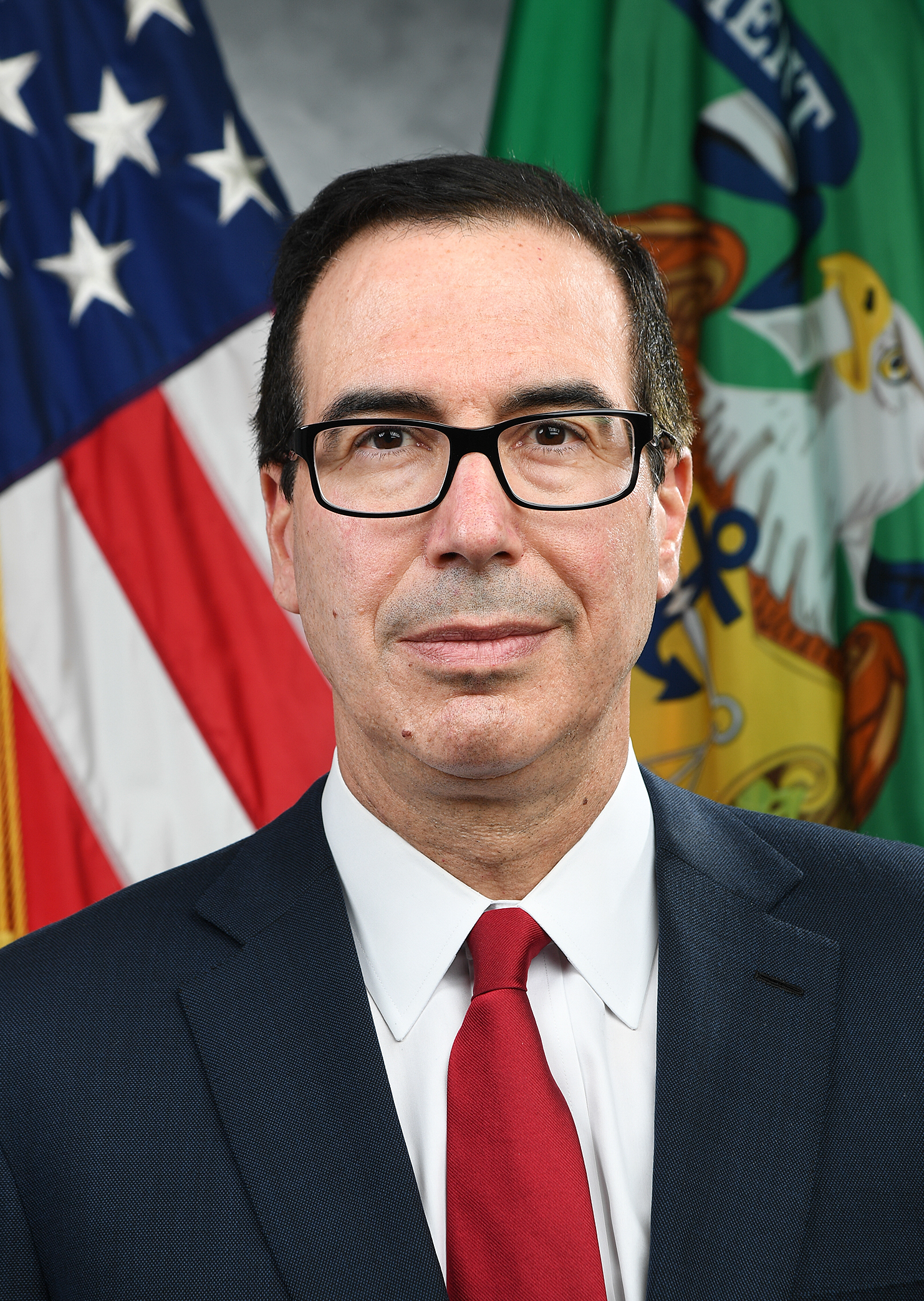
Стивен Мнучин

- Тафт, Альфонсо (1833) — 31-й военный министр США, 34-й генеральный прокурор США, отец 27-го президента США Уильяма Тафта.
- Уэйт, Моррисон Ремик (1837) — 7-й председатель Верховного суда США.
- Тейлор, Ричард (1845) — генерал армии Конфедерации в годы Гражданской войны, сын президента США Закари Тейлора.
- Уайт, Эндрю Диксон (1853) — дипломат и историк; один из основателей, президент и профессор Корнеллского университета.
- Тайлер, Мозес Койт (1857) — писатель, историк, литературовед.
- Скайлер, Юджин (1859) — учёный, писатель, переводчик, путешественник и дипломат.
- Мак-Вей, Франклин (1862) — 45-й министр финансов США.
- Самнер, Уильям Грэм (1863) — социолог, философ и экономист, профессор политических и социальных наук Йельского университета.
- Стерлинг, Джон Уильям (1864) — корпоративный юрист, один из крупнейших жертвователей Йеля.
- Биззель, Уилсон (1869) — американский политик-демократ, 36-й генеральный почтмейстер США.
- Тафт, Уильям Говард (1878) — 27-й президент США, 10-й председатель Верховного суда США.
- Тафт, Генри Уотерс (1880) — юрист, общественный деятель, младший брат 27-го президента США Уильяма Тафта.
- Тафт, Гораций Даттон (1883) — американский педагог, младший брат 27-го президента США Уильяма Тафта.
- Фишер, Ирвинг (1888) — американский экономист.
- Стимсон, Генри Льюис (1888) — американский государственный деятель, занимавший пост военного министра, генерал-губернатора Филиппин и государственного секретаря США.
- Уитни, Пейн (1898) — американский предприниматель и филантроп.
- Тафт, Роберт Альфонсо (1910) — сенатор от штата Огайо, старший сын 27-го президента США Уильяма Тафта.
- Гарриман, Аверелл (1913) — американский промышленник, государственный деятель и дипломат.
- Маклиш, Арчибальд (1915) — поэт и писатель, дипломат.
- Буш, Прескотт (1917) — банкир, сенатор от штата Коннектикут, отец Джорджа Буша и дед Джорджа Буша — младшего.
- Ловетт, Роберт (1918) — американский государственный деятель, занимавший пост военного министра.
- Люс, Генри (1920) — американский журналист и издатель, создатель всемирно известных журналов Time, Fortune, Life.
- Спитцер, Лайман (1935) — американский астрофизик.
- Стюарт, Поттер (1937) — член Верховного суда США (1958—1981).
- Банди, Макджордж (1940) — советник президента США по национальной безопасности (1961—1966).
- Уитмор, Джеймс (1944) — американский актёр.
- Гуденаф, Джон (1944) — американский учёный, лауреат Нобелевской премии по химии (2019).
- Буш, Джордж Герберт Уокер (1948) — 41-й президент США.
- Бакли, Уильям (1950) — американский писатель и политический обозреватель.
- Эссельстин, Колдуэлл (1956) — американский врач, диетолог, писатель и Олимпийский чемпион по гребле.
- Нордхаус, Уильям (1963) — американский экономист.
- Керри, Джон (1966) — сенатор от штата Массачусетс (1985—2013), государственный секретарь США (2013—2017).
- Буш, Джордж Уокер (1968) — 43-й президент США.
- Шолландер, Дон (1968) — американский пловец, пятикратный олимпийский чемпион, многократный чемпион Панамериканских игр и США.
- Шварцман, Стивен (1969) — американский бизнесмен и инвестор.
- Бакли, Кристофер (1975) — американский писатель, сатирик.
- Каган, Роберт (1980) — американский политик, журналист.
- Мнучин, Стивен (1985) — американский предприниматель, бывший деятель Goldman Sachs, министр финансов США (2017—2021).
- Джаматти, Пол (1989) — американский актёр и комик.
- Гулсби, Остан (1991) — американский экономист, профессор Чикагского университета, председатель СЭК Белого дома (2010—2011).

## Общество в массовой культуре
- Фильм «Черепа»
- Фильм «Ложное искушение» (The Good Shepherd)